# Eunicella dawydoffi
Eunicella dawydoffi är en korallart som beskrevs av Stiasny 1938. Eunicella dawydoffi ingår i släktet Eunicella och familjen Gorgoniidae. Inga underarter finns listade i Catalogue of Life.